# 粗糖
粗糖（そとう、英: Raw sugar）とは、砂糖（含蜜糖）の一種で精製糖の原料。サトウキビを原料とする場合に析出され、別名原料糖とも呼ばれる。

## 概要
製法は途中まで黒砂糖と同じであるが、サトウキビの絞り汁を下処理した後に結晶させ、遠心分離機を用いて糖蜜（＝モラセス）をある程度分離し、残った結晶が粗糖となる。
粗糖は一般的な砂糖を作る時の原料として用いられており、後に精製を受けて様々な種類の砂糖となる。この事から粗糖は世界的に流通されており、商品先物取引の対象にもなっている。
粗糖の結晶は用途により様々な大きさをしているが、主に運搬用として作られる結晶の大きなものは、そのまま赤ザラメとしても流通している。なお結晶の細かいものは赤砂糖やブラウンシュガーという名称で、中双糖や三温糖に似た調味料として販売されているが、粗糖の中には分離しきっていない糖蜜が残っているため、独特の風味やコクが強めなことから、黒砂糖に似たものとして料理に用いたほうが良い。
なおテンサイについては糖分を高度に精製する必要があることから、普通は粗糖を経ないで直接精製されるが、中にはあえてビートシロップから粗糖を作り自然食品として販売している企業もある。

### 日本国内の粗糖に類似する一般流通商品名
- DM三井製糖HD
  - 『国産さとうきび糖』：原料糖は沖縄県産で、水酸化カルシウムを添加。
  - 『沖縄の恵み糖。』：原料糖は沖縄県産で、サンゴカルシウムを添加。
- ウェルネオシュガー
  - 『きび砂糖』：原料糖は豪州または日本またはその他。
  - 『プレミアムきび砂糖』：原料糖は沖縄県産で、黒糖を添加。
- 大東製糖
  - 『素焚糖』（すだきとう）：原料糖は奄美諸島産。
  - 『種扇糖』（たねおうぎとう）：原料糖は種子島産。
  - 『ブラウンシュガー』『さとうきび三温糖』：原料糖は豪州またはタイまたは日本またはモーリシャス。